# Kiss Me Deadly (álbum)
Kiss me deadly es el tercer y último álbum de estudio de la banda británica de punk rock Generation X.

## Descripción
Ya sin dos de sus miembros originales (el guitarrista Bob "Derwood" Andrews y el baterista Mark Laff), la banda grabó el disco bajo el nombre de Gen X, incorporando en batería al ex-The Clash Terry Chimes (también conocido como Tory Crimes), mientras que las guitarras estuvieron a cargo del propio Billy Idol y de otros músicos adicionales invitados, como James Stevenson (de la banda inglesa Chelsea), Steve Jones (ex Sex Pistols), John McGeoch (futuro miembro de Public Image Ltd.) y Steve New. Este disco fue producido por Keith Forsey y editado, al igual que sus antecesores, por Chrysalis Records en 1981.

## Lista de canciones
1. "Dancing with myself" (Idol/James).
2. "Untouchables" (Idol).
3. "Happy people" (Idol/James).
4. "Heavens inside" (Idol/James).
5. "Triumph" (Idol/James).
6. "Revenge" (Idol/James).
7. "Stars look down" (Idol/James).
8. "What do you want" (Idol/James).
9. "Poison" (Idol/James).
10. "Oh mother" (Idol/James/Chimes).
11. "Hubble, bubble, toil and dubble" (Idol/James). (Reedición CD 2005 - Bonus track).
12. "Loopy dub" (Idol/James). ( Reedición CD 2005 - Bonus track).
13. "Ugly dub" (Idol/James). (Reedición CD 2005 - Bonus track).
14. "From the heart" -live- (Idol/James). (Reedición CD 2005 - Bonus track).
15. "Andy Warhol" -live- (David Bowie). (Reedición CD 2005 - Bonus track).

## Formación
- Billy Idol: voz y guitarra eléctrica.
- Tony James: bajo.
- Terry Chimes: batería.

### Músicos adicionales
- Colaboraron en la grabación del disco James Stevenson, Steve Jones, John McGeoch y Steve New, todos en guitarra eléctrica.